# SLR클럽
SLR클럽(SLRCLUB)은 대한민국의 SLR 카메라 관련 정보 공유 커뮤니티이다. 운영자 반대걸의 개인 홈페이지로 시작하여 SLR 관련 커뮤니티로 성장하였다. 현재 ㈜인비전커뮤니티에서 운영하고 있다. 

## 역사
SLR클럽의 역사는 다음과 같다.
- 2000년
  - 11월 29일 - '반모'(본명 반대걸)의 개인 홈페이지에 'E-10 사용자 포럼'이라는 포럼으로 시작.
- 2001년
  - 2월 6일 - 포럼을 SLRCLUB.com이라는 도메인으로 분리.
  - 3월 30일 - 사이트 개편, 본격적 운영. 초기 회원 약 7000명.
- 2002년
  - 3월 - 웹사이트 순위 분석기관에 등록.
  - 10월 - 회원수 1만명 돌파.
- 2003년
  - 3월 - 회원수 2만명 돌파.
- 2005년
  - 6월 1일 - 웹사이트 전체순위 100위권에 진입.
- 2007년
  - 7월 - 회원수 50만명 돌파.
  - 12월 - 웹사이트 전체순위 50위권에 진입.
- 2008년
- 2009년
  - 4월 17일 - 사이트 운영 회사 직원의 고발로 인해 파문이 일어났고, 이에 그간 불만이 쌓였던 회원들은 SLR클럽의 관리 체계에 대하여 불만을 토로하였다. 이 사건에 대하여 SLR클럽은 사과문을 게시하였다.[2]
  - 5월 23일 ~ 5월 31일 노무현 前 대통령 서거로 "오늘의 사진"을 추모 페이지로 장식하였다.

- 2015년
  - 5월 10일 - 사이트 내 비공개로 2014년 8월부터 운영되던 여성시대소모임 공간이 발견되었다. 게시글 내 첨부파일의 개당 용량제한이 2MB인 SLR클럽 회원들에 반해, 여성시대소모임 회원에게는 첨부파일 용량제한 15MB, 이미지댓글기능이라는 상당한 특혜를 준 것이 확인되어 기존 SLR클럽 회원들의 거센 반발이 일어났으며, 이에 대하여 SLR클럽 측은 기존 회원들에게 제공하기 위해 개발중이던 기능을 먼저 베타테스트 형식으로 소모임에 제공한 것이라고 해명하였고 이후 SLR클럽 회원들에게도 해당 기능이 제공되기 시작하였다. 또한 여성시대소모임 내 성인게시판(탑시)에서 작성된 게시글들이 고도의 수위를 가진 내용을 담고 있었다는 것이 밝혀지면서 논란이 일어났는데 이에 대하여 일부 SLR클럽 유저들이 여성시대소모임 유저들과 SLR클럽에 대한 강력한 사법처리를 촉구하며 각종 기관에 민원과 고발장을 다수 접수하였고 실제로 기관의 조사가 진행되었다. (하지만 2015년 11월 현재까지 실제로 사법처리를 받았다는 후기는 올라오지 않았다.) 이러한 일련의 사건들로 인해 SLR클럽 회원들이 대거 탈퇴 및 이동하게 되는 사건이 일어났다.